# Bolków
Bolków [ˈbɔlkuf], tyska: Bolkenhain, är en stad i sydvästra Polen, belägen i distriktet Powiat jaworski i Nedre Schlesiens vojvodskap, omkring 80 kilometer sydväst om storstaden Wrocław. Tätorten hade 5 290 invånare i juni 2014 och utgör centralort i en stads- och landskommun med totalt 10 841 invånare samma år.
Staden är medlem av det tysk-polsk-tjeckiska samarbetsorganet Euroregion Neisse.

## Administrativ indelning
I Bolkóws kommun ingår även följande orter som kommundelar (namn på tyska inom parentes):
| - Gorzanowice (Ober Hohendorf) - Grudno (Petersgrund) - Jastrowiec (Oberlauterbach) - Kaczorów (Ketschdorf) - Lipa (Leipe) - Mysłów (Seitendorf) | - Nowe Rochowice (Neu Röhrsdorf) - Półwsie (Halbendorf) - Płonina (Nimmersatt) - Radzimowice (Altenberg) - Sady Dolne (Nieder Baumgarten) - Sady Górne (Ober Baumgarten) | - Stare Rochowice (Alt Röhrsdorf) - Świny (Schweinhaus) - Wierzchosławice (Würgsdorf) - Wierzchosławiczki (Neuwürgsdorf) - Wolbromek (Wolmsdorf) |

## Kultur och sevärdheter
- Bolkóws slott från 1200-talet ligger på en höjd ovanför staden och är idag en borgruin.
- Świnys slott
- S:a Hedvigskyrkan
- Rådhuset, uppfört 1827
- Rester av stadsmuren

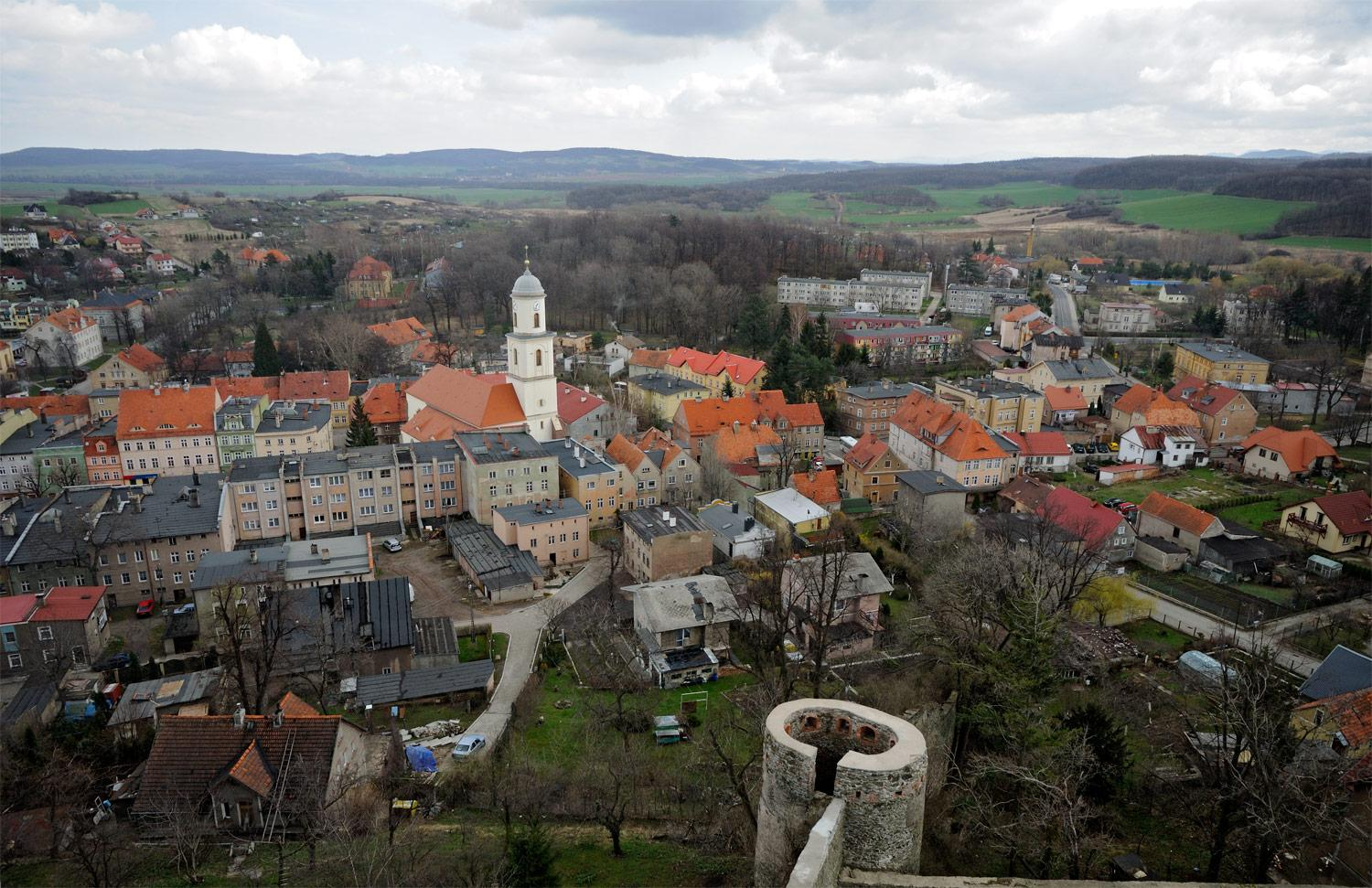
Staden sedd från borgruinen.
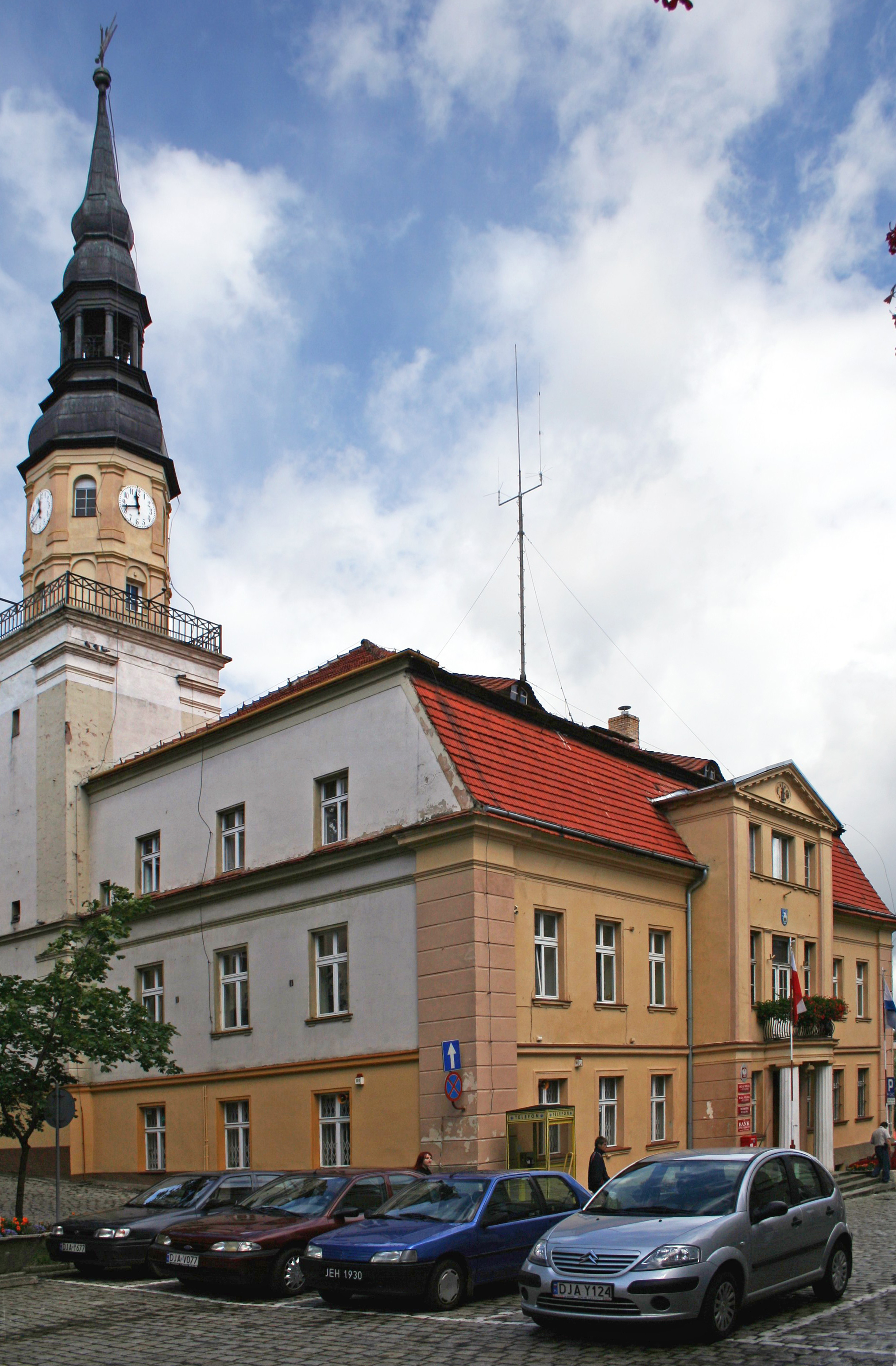
Rådhuset.
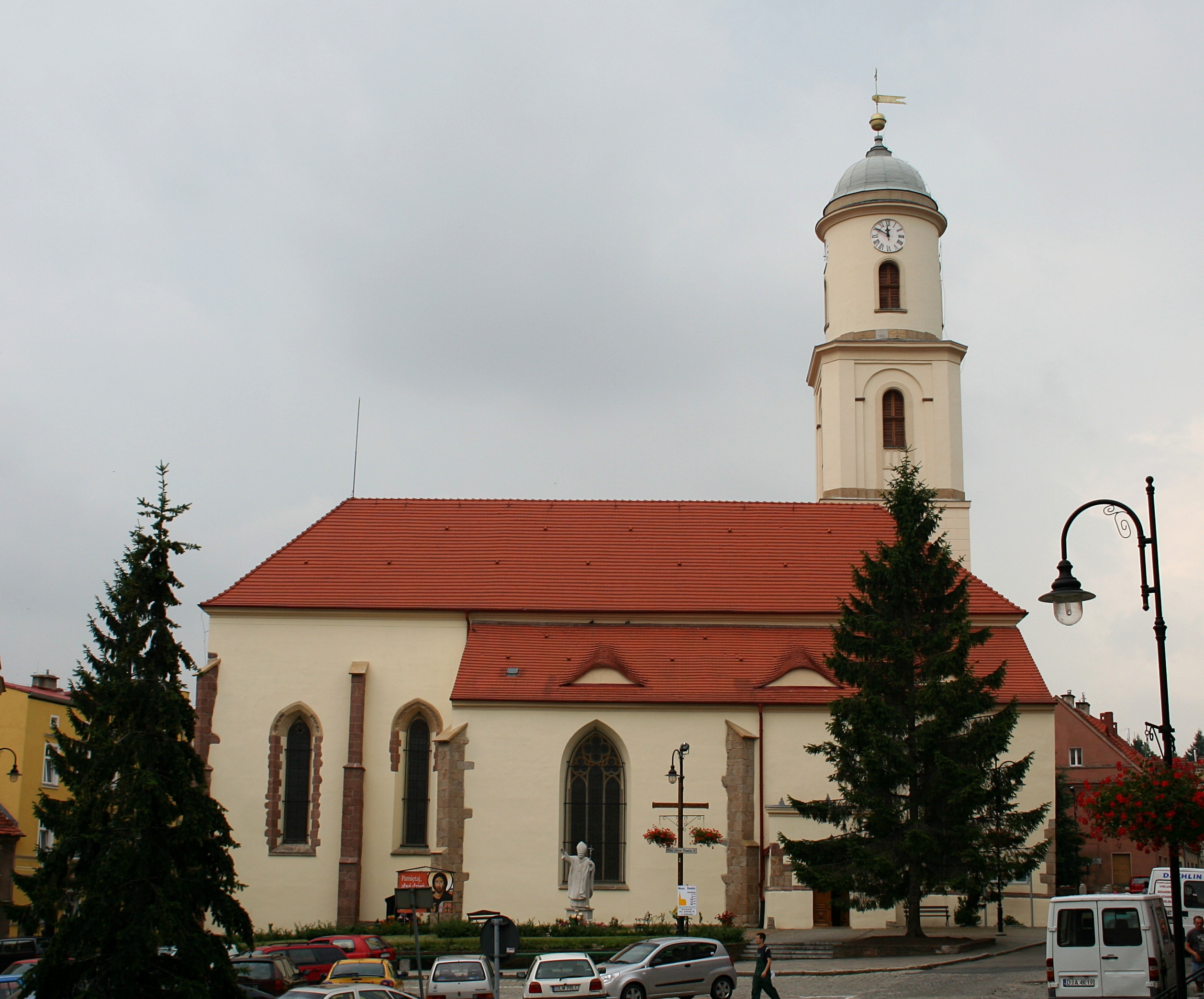
Hedvigskyrkan.

## Kommunikationer
I staden möts europaväg E65, skyltad som nationell landsväg 3, och den nationella landsvägen 5. Järnvägen genom staden är idag nedlagd.

## Kända invånare
- Johannes Langer (omkr. 1485–1548), luthersk teolog och reformator.
- Emil Engler (1895–?), nazistisk politiker.
- Heinrich Windelen (1921–2015), konservativ politiker för CDU, minister för fördrivna och minister för inomtyska relationer i Västtyskland.